# Legge di Archie
Nell'ambito della petrofisica, la Legge di Archie lega la conduttività elettrica di una roccia sedimentaria alla sua porosità e alla saturazione in acqua salata.

## Formulazione
{\displaystyle C_{t}={\frac {1}{a}}C_{w}\phi ^{n}S_{w}^{m}}
ove si è indicato con:
- {\displaystyle \phi \,\!} la porosità;
- {\displaystyle C_{t}} la conduttività elettrica totale della roccia satura di acqua e fluido (gas naturale o greggio per un reservoir);
- {\displaystyle C_{w}} la conduttività elettrica dell'acqua salata (pedice w, water), che dipende dal grado di salinità e dalla temperatura;
- {\displaystyle S_{w}} la saturazione d'acqua salata;
- {\displaystyle n} l'esponente (o grado) di cementazione della roccia (solitamente nell'intervallo 1.8–2.0 per i reservoir);
- {\displaystyle m} l'esponente di saturazione (solitamente prossimo a 2 se la roccia è bagnabile all'acqua, tra 3 e 4 se bagnabile all'olio);
- {\displaystyle a} il fattore di tortuosità.

Riformulando considerando la resistività elettrica, l'equazione diventa:
{\displaystyle R_{t}=a\phi ^{-n}S_{w}^{-m}R_{w}}
in cui {\displaystyle R_{t}} è la resistività totale della roccia satura di acqua e fluido, e {\displaystyle R_{w}} è la resistività dell'acqua salata.
Si può definire il fattore:
{\displaystyle F={\frac {a}{\phi ^{n}}}={\frac {R_{o}}{R_{w}}}}
chiamato fattore di formazione, dove {\displaystyle R_{o}} è la resistività della roccia satura di sola acqua salata (cioè tale che: {\displaystyle S_{w}=1}).
Il fattore
{\displaystyle I={\frac {R_{t}}{R_{o}}}=S_{w}^{-m}}
è anche detto indice di resistività.
Essa è una legge puramente empirica che si pone lo scopo di descrivere il flusso di ioni (principalmente sodio e cloro) negli strati sedimentari con il variare della porosità tra i grani. Si assume che la conduttività elettrica non sia presente tra i grani della roccia o negli altri fluidi che non siano l'acqua.
La legge di Archie prende il nome da Gus Archie (1907–1978) che ha sviluppato questa relazione empirica quantitativa tra porosità, conduttività elettrica e salinità delle rocce. La legge di Archie ha utilizzo nel moderno logging di pozzi, con l'interpretazione delle misure della conduttività elettrica per calcolare la saturazione di idrocarburi (che, per rocce sature di fluido, si può considerare in prima approssimazione uguale a {\displaystyle 1-S_{w}}).

### Parametri

#### Esponente di cementazionen{\displaystyle n}
L'esponente di cementazione, anche noto come grado di cementazione, modella come la resistività aumenta con il diminuire dell'interconnessione dei pori, dato che si è assunto che la roccia sia non conduttiva. Se la rete di pori assumesse la forma geometrica di un insieme di tubi capillari paralleli, la resistività dell'area media trasversale della roccia sarebbe legata alla porosità da un esponente di cementazione {\displaystyle n} = 1. La presenza di una tortuosità nella struttura della roccia fa sì che {\displaystyle n} > 1. Quindi all'aumentare dell'esponente di cementazione {\displaystyle n}, la permeabilità {\displaystyle \phi \,\!} della roccia diminuisce.
Il grado di cementazione {\displaystyle n} è stato calcolato di circa 1.3 per sabbie non consolidate, e cresce al crescere della cementazione. Valori tipici dell'esponente di cementazione per rocce sedimentarie consolidate sono 1.8 < {\displaystyle n} < 2.0.
Si assume che l'esponente di cementazione {\displaystyle n} non dipenda dalla temperatura.

#### Esponente di saturazionem{\displaystyle m}
L'esponente di saturazione {\displaystyle m} modella la presenza del fluido non-conduttivo (idrocarburo) nei pori delle rocce. Esso è collegato allabagnabilità delle rocce: è solitamente fissato a valori prossimi a 2 se la roccia è bagnabile all'acqua, assume invece valori tra 3 e 4 se la roccia è bagnabile all'olio. Infatti, rocce bagnabili all'acqua possederanno, per bassi valori di saturazione in acqua, una costante presenza di pellicola d'acqua lungo la superficie esterna dei pori rendendo la roccia più conduttiva (saturazione irriducibile {\displaystyle S_{wIrr}}). Al contrario, rocce bagnabili all'olio avranno una pellicola d'olio non conduttiva lungo la matrice porosa che aumenterà la resistività della roccia.

#### Fattore di tortuositàa{\displaystyle a}
La costante {\displaystyle a} è chiamata fattore di tortuosità, ma è anche nota con il nome di fattore litologico o coefficiente litologico. Essa è un termine correttivo che tiene conto della variazione di compattazione, struttura geometrica dei pori e dimensione dei grani.

#### Calcolo degli esponenti
In petrofisica, l'unica fonte disponibile per il calcolo del valore numerico degli esponenti {\displaystyle m} e {\displaystyle n} è data dagli esperimenti sulle carote di roccia sedimentaria. La conduttività dell'acqua salata può essere sia misurata direttamente dai campioni estratti dal pozzo. In alternativa, la conduttività della roccia e l'esponente di cementazione {\displaystyle n} possono essere determinati da misure di conduttività elettrica fatte nel pozzo in strati saturi d'acqua salata ({\displaystyle S_{w}} = 1). Infatti, per {\displaystyle S_{w}} = 1, la legge di Archie può essere scritta come:
{\displaystyle \log {C_{t}}=\log {C_{w}}+n\log {\phi }\,\!}
da cui, graficando in scala logaritmica le misure della conduttività elettrica e della porosità effettuate in posto (un cosiddetto Pickett plot), in accordo con la legge di Archie si ottiene una retta il cui coefficiente angolare è uguale al fattore di cementazione {\displaystyle n} e l'intersezione con l'asse delle ordinate corrisponde al logaritmo della conduttività di acqua salata in posto.

## Rocce sedimentarie con argille
La legge di Archie parte dall'assunzione che la matrice rocciosa delle rocce sedimentarie sia non-conduttiva. Per formazioni sedimentarie con minerali argillosi, in linea generale tale assunzione non è più rispettata, a causa della struttura dell'argilla e della capacità di scambio cationico di tali minerali. L'equazione di Waxman–Smits  è un modello che apporta una correzione che cerca di tener conto di tale conduttività.
La legge di Archie costituisce la base dello studio e dell'interpretazione dei dati provenienti dal logging di pozzi per una valutazione sulla mineralizzazione a idrocarburi nelle formazioni rocciose attraversate dal pozzo.